# 三角叶龙胆
三角叶龙胆（学名：Gentiana deltoidea）是龙胆科龙胆属的植物，为中国的特有植物。分布在中国大陆的四川等地，生长于海拔3,300米至3,700米的地区，多生长在山坡草地，目前尚未由人工引种栽培。